# Turbina Walter

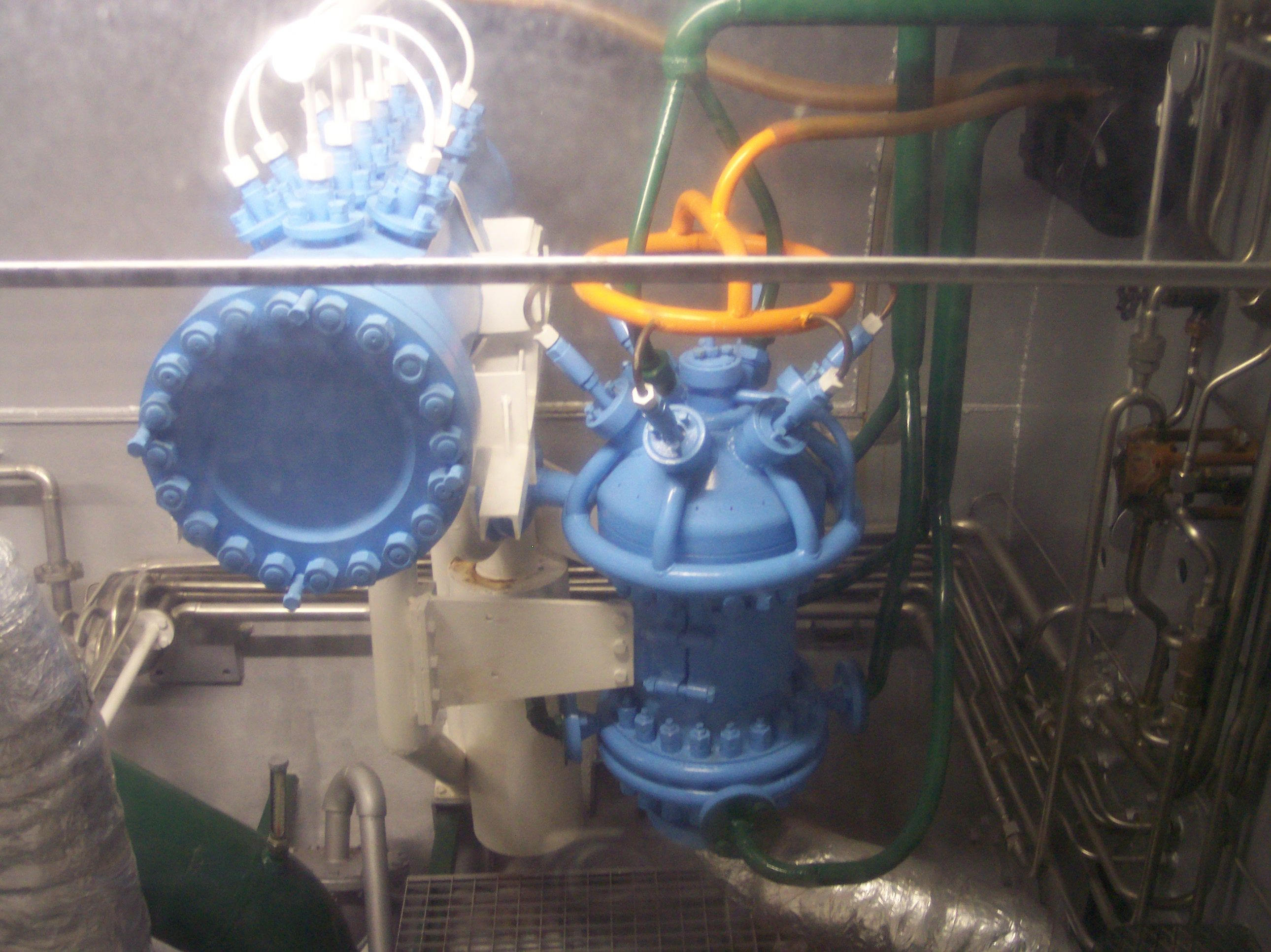
El generador de vapor de una turbobomba Walter de una V2

El ingeniero alemán Hellmuth Walter desarrolló sistemas de propulsión independientes del aire basados en la descomposición catalítica del peróxido de hidrógeno en vapor de agua y oxígeno. En este artículo hacemos referencia al ciclo de turbina, pero también desarrolló motores cohete.

## "Ciclo Walter." Principio del sistema de propulsión Walter
La novedad fue el empleo como fuente de energía del peróxido de hidrógeno, que se descompone con la ayuda de varios catalizadores, generalmente permanganato de sodio, potasio o calcio. En los motores de cohete Walter se utilizaba como catalizador plata pura porosa.
{\displaystyle \quad {\rm {2H_{2}O_{2}\longrightarrow 2H_{2}O+O_{2}\quad \Delta H^{0}=-98.2~{\rm {kJ/mol}}}}}
La descomposición del peróxido de hidrógeno mediante un catalizador genera una gran cantidad de calor. Este calor hace que el agua esté en forma de vapor. Por otro lado el oxígeno se genera en forma atómica, no molecular, por lo cual es más reactivo. La temperatura de esta mezcla, en función de la concentración inicial de peróxido de hidrógeno, puede alcanzar de los 700 °C a 800 °C.
En varios documentos en alemán, el peróxido de hidrógeno concentrado al 80-85% se llama "oksilin", "combustible T» (T-Stoff), «aurol" o "perhydrol". La solución del catalizador recibía el nombre de Z-Stoff.
El combustible para el ciclo Walter consta de T-Stoff y Z-Stoff, pero es monocomponente, ya que el catalizador no es un componente propiamente dicho.
El objetivo en motores marinos era desarrollar un sistema de propulsión que pudiera funcionar incluso bajo el agua, donde los motores diésel no pueden. Debía generar potencia suficiente para mover los motores eléctricos. Las baterías de uso común podían acumular una cantidad de energía relativamente baja. Básicamente se trataba de utilizar un catalizador para descomponer el peróxido de hidrógeno y generar vapor de agua. Y luego mediante una turbina generar electricidad o mover directamente la hélice.

## Implementación

### Método directo
Se trata de un flujo que al final se expulsa.

#### Método frío
Las primeras pruebas se realizaron mediante la descomposición en frío. El peróxido de hidrógeno se rocía de finos chorros en un catalizador que contenía dióxido de manganeso (Braunstein). El resultado, mezcla de vapor y oxígeno en condiciones de alta presión estacionaria, se vierte en una turbina como una unidad que se dirigía y energía.

#### Método caliente
En 1936 se probó el método en caliente. Dentro de una cámara de combustión se inyecta el peróxido de hidrógeno junto con el combustible. Este último arde con la ayuda del oxígeno desprendido del H2O2. El escape se deriva a la turbina.

### Método indirecto
El método Walter indirecto está formado por un circuito cerrado de agua. El vapor condensado en un intercambiador de calor no se expulsa, sino que se recircula y una parte vuelve a la cámara de combustión. Este método tenía un menor consumo específico de peróxido de hidrógeno ("T-Agent"), pero es físicamente y en términos de peso más complejo que el método directo.

### Consumo específico de combustible
El consumo específico de peróxido de hidrógeno de las unidades Walter es alto. Aproximadamente:
- 5 kg / kWh o más en el proceso directo de frío
- 2,35 kg / kW para el método directo caliente
- 1,85 kg / kWh en los procesos de calor utilizando un condensador (esto permite que la presión de escape no sea la de inmersión, de modo que el gradiente de presión en la turbina es mayor, y por tanto su rendimiento.)
- 1,32 kg / kWh para el método indirecto.

## Despliegue
La propulsión mediante turbina Walter se empleó en tres campos: submarinos, torpedos y elementos auxiliares en aeronáutica.

### Submarinos

Dibujo comparativo de las diversas variantes de los submarinos Tipo XVII

En 1937 Hellmuth Walter convenció a Karl Dönitz de la utilidad de su invención. Así obtuvo la autorización para construir un prototipo de submarino, el V80. En pruebas de funcionamiento en el año 1940, el submarino equipado con propulsión Walter fría alcanzó una velocidad sumergido de 28,1 nudos, aproximadamente el triple de la velocidad de los submarinos de la época. Pero en gran medida se debía al diseño del casco, optimizado para viajar bajo el agua, y probado en un túnel de viento. El peróxido iba almacenado en bolsas se plástico deformables. La presión del agua ayudaba a bombearlo.
El siguiente prototipo, el V300, con un desplazamiento previsto de 300 tm. estaba propulsado por un sistema caliente. Además, para economizar el peróxido, el prototipo disponía de dos motores diésel para navegar en superficie. El diseño fue modificado y se le armó con dos tubos lanzatorpedos, lo cual aumentó su desplazamiento a unas 600 tm y bajó su velocidad a unos 19 nudos. Al final fue cancelado.
La producción en serie comenzó con el tipo XVII subdividido en dos subclases según el astillero: Tipo WA 201 (en Blohm und Voss) y Tipo WK 202 ( en Germaniawerft), siendo variaciones del mismo modelo base. Los del modelo WA 201 recibieron los numerales U-794 y U-795 mientras que los WK 202 fueron los U-792 y U-793. Se sometieron a pruebas de uso. Se vio que las altas velocidades eran difíciles de controlar y que el consumo se disparaba, por lo que se decidió montar una sola turbina, lo que dio lugar al tipo XVIIB. Se realizó un pedido al astillero Blohm & Voss en Hamburgo de 12 buques del U-1505 al U-1406, pero solo tres fueron terminados. Del U-1408 al U-1410 (3 buques) se empezaron a construir en 1943 pero no se completaron antes del fin de la guerra. Los U-1411 al U-1416 (6 buque) fueron cancelados el 20 de septiembre de 1943 en favor del tipo XXI.

Submarinos Tipo XXVI

El tipo XVIII -un submarino oceánico de 1180 tm.- disponía de un gran volumen para poder almacenar abundante suministro de peróxido, pero el proyecto fue cancelado en favor del tipo XXI. El tipo XXI estaba basado en el tipo XVIII. El Dipl. Ing. Heep y el director del Astillero Oelfken fueron los responsables de convertir la propulsión Walter en diésel eléctrica. Se aprovechó el espacio dedicado a almacenar peróxido a aumentar el número de baterías.
Se realizó un pedido de 100 submarinos Tipo XXVI, pero solo se realizaron parcialmente 5 unidades.
Hubo algún diseño más de submarino pero no pasó del tablero de dibujo.

### Torpedos
La turbina Walter también se empleó para la propulsión de torpedos navales. De 1939 a 1945, la firma de Walter elaboró varios tipos piloto a pequeña escala y un torpedo en el índice general G7ut con peróxido de hidrógeno:
- Torpedo Steinbarsch: calibre 533 mm, peso 1730 kg, 280 kg de peso cabeza, la turbina de potencia de 500 hp, 45 nudos de velocidad, alcance de 8 km, casi sin dejar rastro, en una serie de 100 piezas.
- Torpedo Steinbutt: una serie de 100 piezas.
- Torpedo Wal/Steinwal: 533 mm de calibre, peso 1801 kg, 300 kg de peso cabeza, la turbina de potencia de 500 CV, velocidad 45 nudos, alcance de 22 km, casi sin dejar rastro, en una serie de 100 piezas.

### Aeronáutica
El principio de la unidad de Walter se empleó para el lanzamiento catapulta de los misiles de crucero V1, así como en un generador de vapor de la turbobomba de combustible de motores de cohetes utilizados en las V2.

## Postguerra
Al finalizar la Segunda Guerra Mundial los aliados se interesaron por los progresos en armamento de los alemanes. Los británicos reflotaron el U-1407, tipo XVIIB, construido por los astilleros de Blohm & Voss. Se empleó como buque experimental después de la guerra hasta 1946 con el nombre de HMS Meteorite. Basándose en esta experiencia botaron el HMS Explorer y el HMS Excalibur. Pero resultaron de difícil operación con constantes problemas. La tripulación del Explorer, con sarcasmo lo llamaba el Explode.
Los EE. UU. reflotaron en U-1406 y se lo llevaron en el carguero US Shoemaker el 15 de septiembre de 1945, probándolo en el puerto de Nueva York.
La Unión Soviética no pudo hacerse con ninguno de los submarinos Walter originales pero construyó el submarino S-99 basándose en la documentación capturada a los alemanes. Desde 1952 hasta 1959 estuvo operativo, y fue el submarino soviético más rápido. Pero en 1959 sufrió un accidente y se retiró del servicio y se desguazó. No obstante, la Unión Soviética siguió empleando este sistema para propulsar torpedos.
La aparición de la energía atómica aplicada a la propulsión submarina provocó la pérdida de interés en las turbinas Walter. Sus aplicaciones en aeronáutica prevalecieron más tiempo.

### Enlaces web
- http://jtmcdaniel.com/walter_turbine.html
- http://www.uboat.net/types/walter_hist.htm